# Marilopteryx
Marilopteryx is een geslacht van vlinders van de familie uilen (Noctuidae), uit de onderfamilie Hadeninae.

## Soorten
- M. carancahua Blanchard & Franclemont, 1982
- M. lamptera Druce, 1890
- M. lutina Smith, 1902